# Сотеска (Камник)
Сотеска (словен. Soteska) је насељено место у општини Камник, Средњесловенска регија, Словенија.

## Историја
До територијалне реорганизације у Словенији била је у саставу старе општине Камник.

## Становништво
У попису становништва из 2011. године, Сотеска је имала 332 становника.
| Број становника према пописима | Број становника према пописима | Број становника према пописима |
| ------------------------------ | ------------------------------ | ------------------------------ |
| 1991                           | 2002                           | 2011                           |
| 212                            | 283                            | 332                            |

Напомена: Године 1982. настала издвајањем дела из насеља Врхпоље при Камнику. Године 2011. извршена је мала размена територија између насеља Поребер, Сотеска и Хриб при Камнику.